# قلعة نجم(منبج)

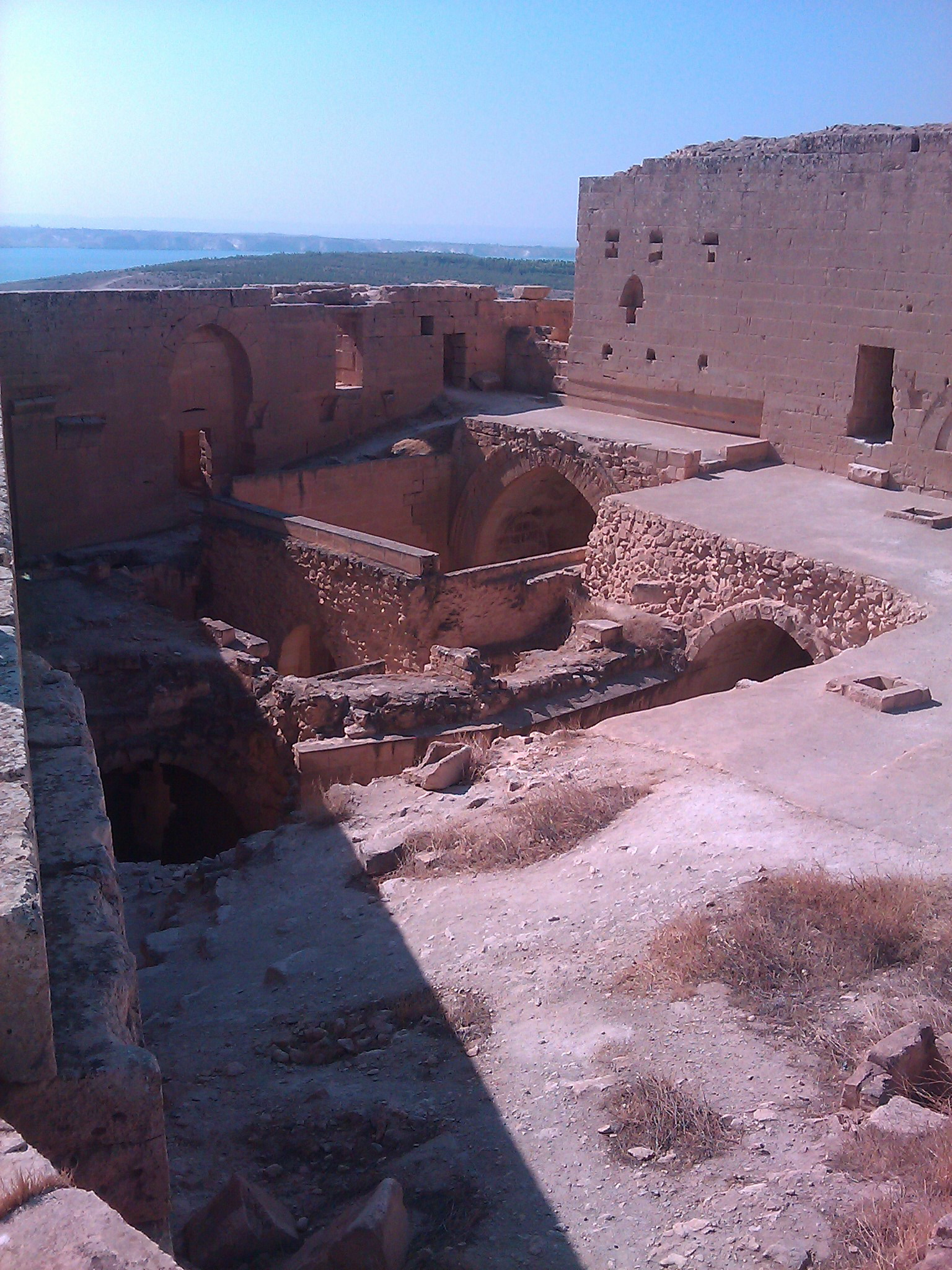
مشهد من داخل قلعة نجم

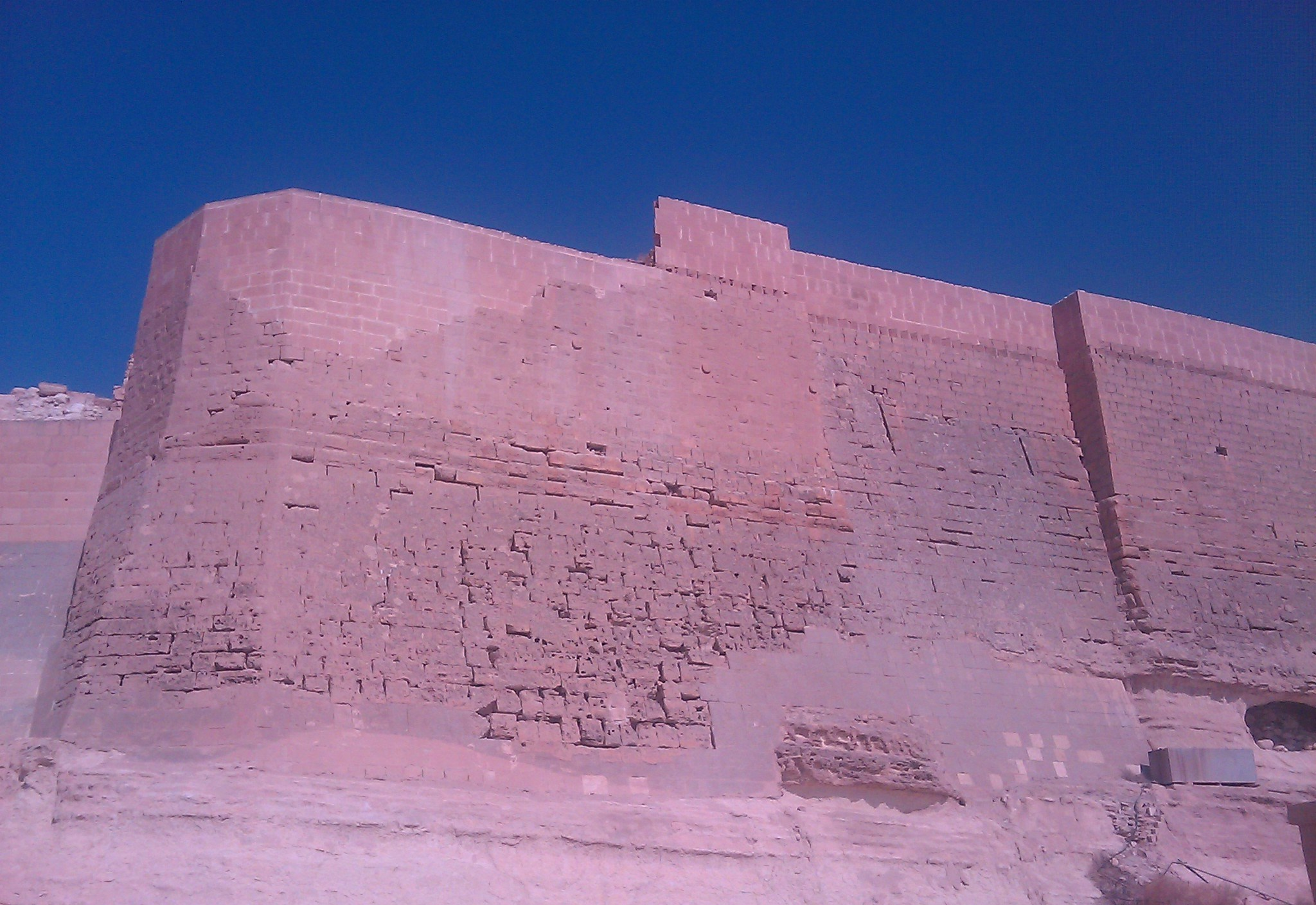
أحد أسوار قلعة نجم

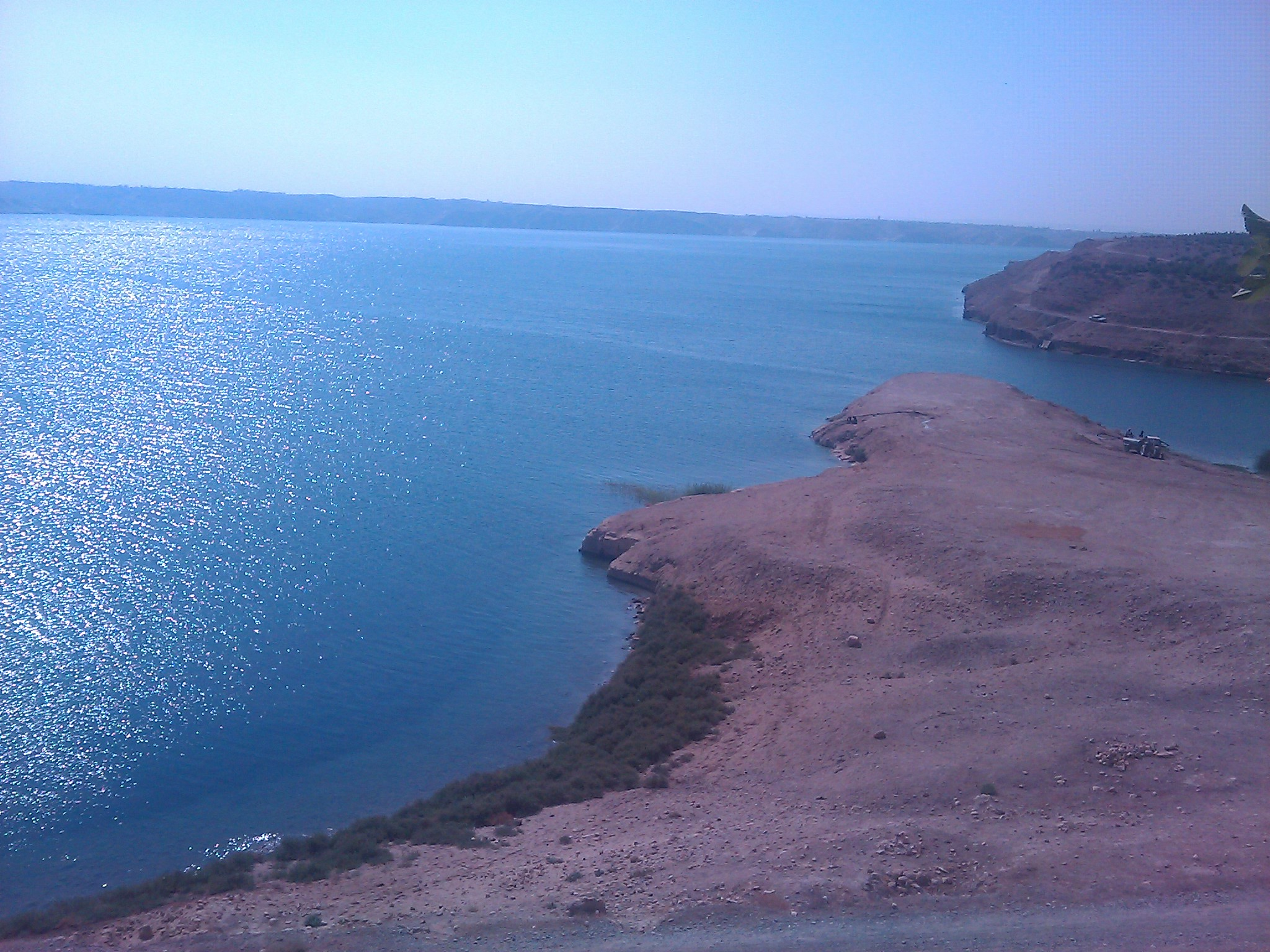
بحيرة تشرين بجانب قلعة نجم

قلعة نجم على شاطئ نهر الفرات هي قلعة سورية أثرية تقع بالقرب من مدينة منبج السورية في منطقة زراعية خصبة فوق تل بجوار نهرالفرات،يحدها من جهة الشمال الغربي قرية جب ابيض ومن الجهة الجنوبية الغربية قرية جرن كبير
ويعمل معظم سكانها بالزراعة وتربية المواشي  115 كم شمال شرق مدينة حلب . يرتفع موقعها عن منسوب نهر الفرات بحوالي 68م، وقد برزت أهميتها كحصن هام بعد انتصار الحمدانيين عام 941م. سور القلعة مبني من الآجر على الطراز الذي كان شائعاً أيام صلاح الدين . يوجد فوق المدخل مخطوطات باللغة العربية تتحدث عن القلعة، ويؤدي الممر الرئيسي المقنطر إلى الغرف الموجودة على كل جانب، بحيث تبدو القلعة وكأنها ممتدة فوق الجانبين ! كما تضم القلعة إيواناً ومسجداً.
بعد زلزال ضرب المناطق الشمالية من بلاد الشام قام نور الدين زنكي بتجديد ما تهدم من أسوار القلعة ومبانيها على شكل مستطيل طوله من الشمال إلى الجنوب 95م، وعرضه من الشرق إلى الغرب 64م. يحيط بالقلعة سور خارجي ضخم يطوقه خندق محفور في الصخر يتراوح عرضه بين 8 و 9 متر، وعمقه 7 متر يشبه مدخلها مدخل قلعة حلب.
تتألف القلعة من ثلاثة طوابق، طابق تحت الأرض يضم المستودعات وأبراج الدفاع والصهاريج والممرات السرية، يليه طابق أرضي فيه قصر الإمارة مع ملحقاته المكونة من حمام وفرن ومجمع مياه، ثم الطابق العلوي الذي يضم مبنى القيادة والمسجد.
تقع القلعة الآن على حافة بحيرة أنشئت حديثاً على نهر الفرات خلف سد تشرين .